# Alfred Barnard

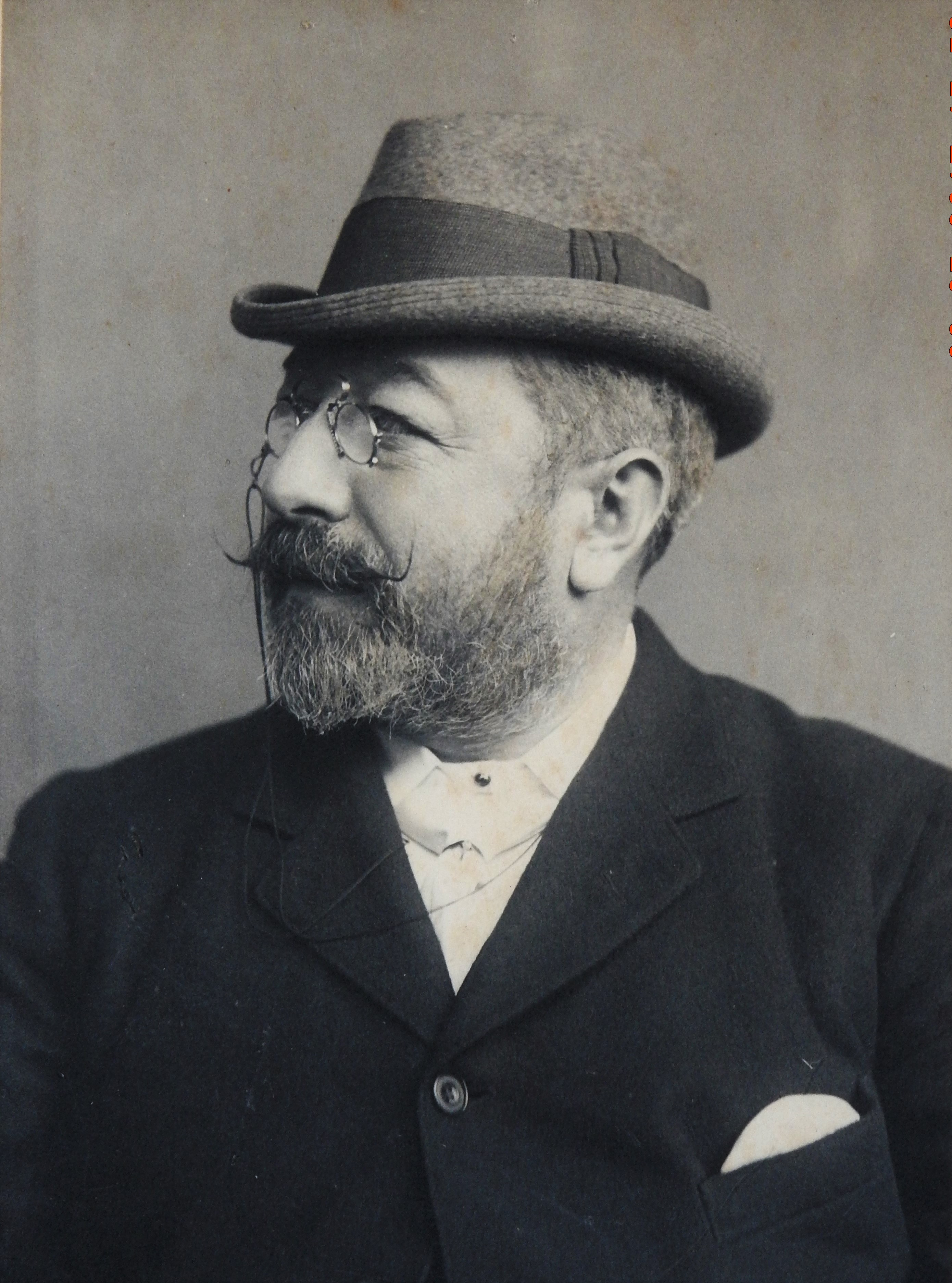
Alfred Barnard 1886

Alfred Barnard (* 8. Mai 1837 in Thaxted, Essex; † Ende Mai 1918 in South Croydon, heute London) war ein britischer Autor und Journalist.

## Leben
Alfred Barnards Eltern Abraham und Mary Barnard betrieben einen Lebensmittel- und Tuchhandel in Thaxted. Zusammen hatten sie acht Kinder, sieben Söhne und eine Tochter, von denen Alfred der zweitjüngste Sohn war. Im Alter von 22 Jahren ehelichte Alfred Barnard im benachbarten Great Sampford die gleichaltrige Fanny Ruffle. Barnard war zu dieser Zeit als Tuchhändler in Kensington, London registriert. Das Ehepaar bekam im Laufe der Jahre drei Kinder, Theodora Mary (März 1861), Edith Maud (Juli 1865) und Harold Alfred (März 1869). Anhand von Aufzeichnungen und Zensusdaten können verschiedene Wohnorte innerhalb der heutigen Londoner Stadtgrenzen nachgewiesen werden. So war Barnard in Islington, St Pancras und im Gebiet um den Cavendish Square im Londoner Westend zunächst als Seifenhändler, dann allgemein als Händler und schließlich als Gentleman gemeldet. Die Zensusdaten von 1871 weisen Barnard als Weinhändler in Kingston upon Thames aus. Dies ist der früheste Beleg für eine Tätigkeit im Alkohol- und Spirituosenhandel.
1881 lebte die Familie in Camberwell. Um diese Zeit begann Barnard als Journalist für Harper’s Weekly Gazette tätig zu werden, eine Fachzeitschrift für den Wein- und Spirituosenhandel. Da die Zeitschrift grundsätzlich die Namen ihrer Autoren nicht preisgab, kann kein exaktes Eintrittsdatum eruiert werden. Zu den Zensusterminen 1891 und 1901 ist Alfred Barnard als Journalist wohnhaft in South Norwood eingetragen. Sein Sohn Harold erscheint 1901 als journalistischer Mitarbeiter und trat wohl um diese Zeit ebenfalls bei Harper’s Weekly Gazette ein. 1902 wurde der Verlag in eine Limited Company umgewandelt und Barnard wurde zusammen mit den vorherigen Eigentümern Herbert Harper und John Bishop Hauptanteilseigner. Harold Barnard fungierte als Manager. In den folgenden Jahren stagnierte die gesamtwirtschaftliche Situation zunächst und verschlechterte sich dann, woraufhin die Absatzzahlen von Harper’s Weekly Gazette fielen und das Unternehmen in finanzielle Schwierigkeiten geriet. 1910, ein Jahr nach dem Tod von Barnards Sohn Harold, war der Verlag zahlungsunfähig und wurde an den Hauptgläubiger, eine Druckerei, veräußert. Barnard war in den nächsten Jahren in Wallington und South Croydon als Journalist im Ruhestand gemeldet. Beide Orte bieten ein einfacheres soziales Umfeld als seine vorherigen Wohnorte, woraus auf einen sozialen Abstieg infolge der Unternehmenspleite geschlossen werden kann. Seine älteste Tochter Theodora Mary verstarb 1911; seine Frau Fanny 1914. Alfred Barnard schied Ende Mai 1918 im Alter von 81 Jahren aus dem Leben. Er wurde wahrscheinlich auf dem Croydon Cemetery bestattet.

## Publikationen

### The Whisky Distilleries of the United Kingdom
In seinem wohl bekanntesten Werk The Whisky Distilleries of the United Kingdom unternimmt Barnard eine Reise zu den 161 überregional bedeutenden Whiskybrennereien in Schottland, Irland und England. Diese Publikation begründete Barnards Erfolg als Autor und gilt noch heute als Standardwerk der Whiskyliteratur. Es wird in unregelmäßigen Abständen unverändert neu aufgelegt. Seit 2012 ist auch eine deutschsprachige Übersetzung im Handel erhältlich (ISBN 978-3-86991-497-8).

#### Schottische Brennereien

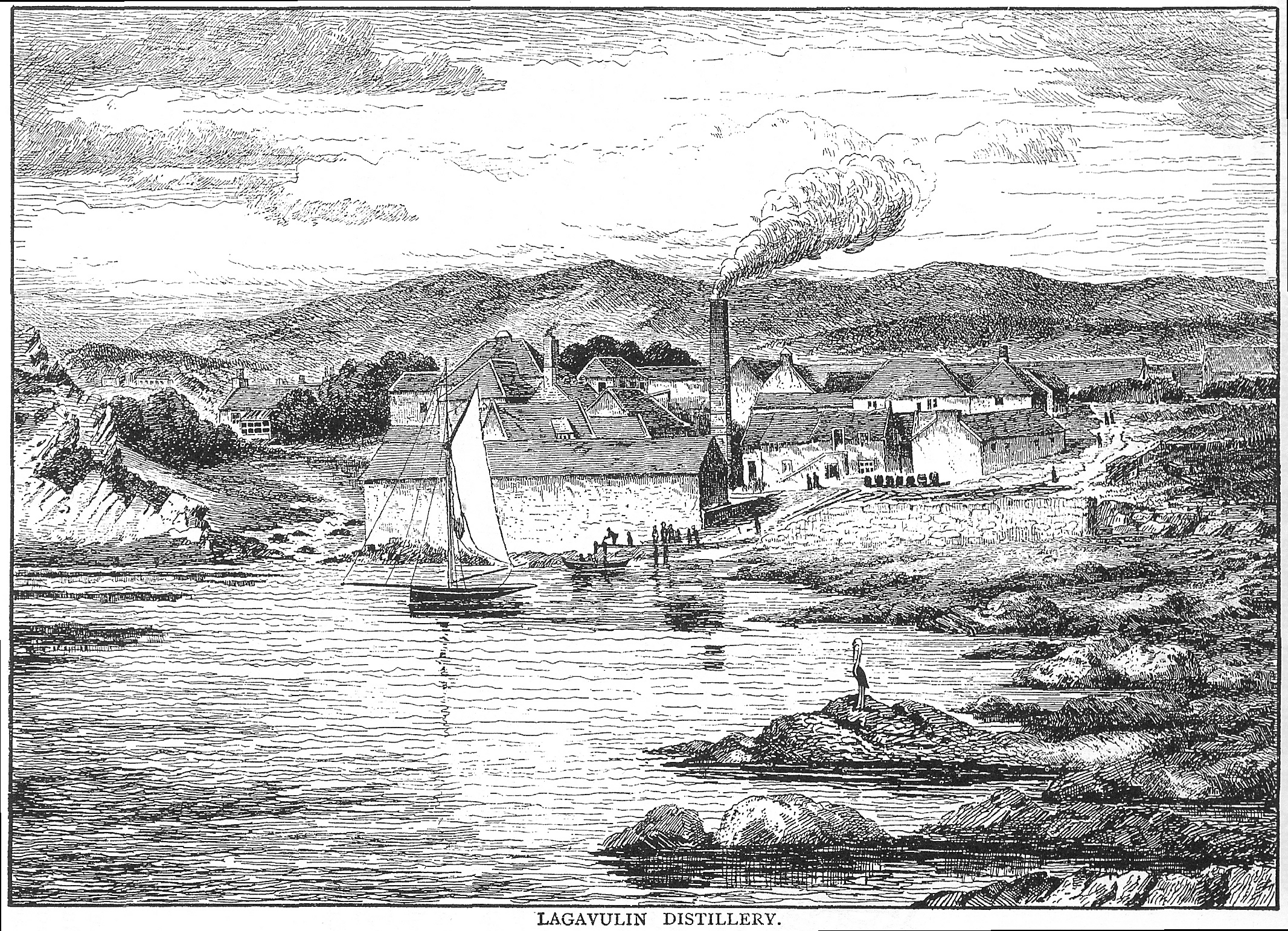
Zeichnung der Lagavulin-Brennerei auf Islay

Ursprünglich plante Barnard seine Reise auf den Orkneyinseln, also bei den Brennereien Highland Park, Scapa und Stromness zu beginnen. Auf Grund der schlechten Witterungsverhältnisse verwarf er jedoch das Vorhaben einer Schiffsreise und fuhr stattdessen mit dem Zug nach Glasgow. Dort besuchte er die seit 2010 geschlossene Port-Dundas Brennerei als erste von 129 in Schottland. Es folgten weitere Brennereien in Glasgow und dessen Umland, die der heutigen Whiskyregion Lowlands angehören. Als siebte Station besuchte Barnard mit Auchentoshan die erste heute noch aktive Destillerie auf seiner Reise. Nachdem Barnard bis zur zwölften Brennerei, Gleniffer, stets von Glasgow aus anreiste, verlegte er sein Quartier dann nach Campbeltown auf der Kintyre-Halbinsel, das zu dieser Zeit die größte Anzahl an Whiskydestillerien an einem Standort aufwies. Innerhalb seines mehrwöchigen Aufenthalts besuchte Barnard von Hazelburn bis Springside alle 21 aktiven Betriebe der Stadt, bevor er auf die Hebrideninsel Islay übersetzte und die neun dortigen Brennereien beschrieb. Seine Reise setzte sich über Isle of Jura auf Jura die schottische Westküste in nördlicher Richtung folgend mit Abstechern zu Tobermory auf der Insel Mull und Talisker auf Skye fort, um schließlich Fort William zu erreichen. Nach Beschreibung der dortigen Ben-Nevis-Brennerei fuhr Barnard auf Grund dringender Verpflichtungen zurück nach London und kehrte erst im Winter nach Schottland zurück, wo er seine Rundreise an der Highland-Park-Brennerei auf den Orkneys fortsetzte. Anschließend folgte Barnard der schottischen Ostküste nach Süden, hielt sich einige Zeit in der Whiskyregion Speyside auf und erreichte schließlich über Aberdeen reisend Edinburgh. Als letztes besuchte er die Brennereien im Süden Schottlands und setzte seine Reise nach der Glentarras-Brennerei nahe Langholm im irischen Dublin fort.

#### Irische Brennereien

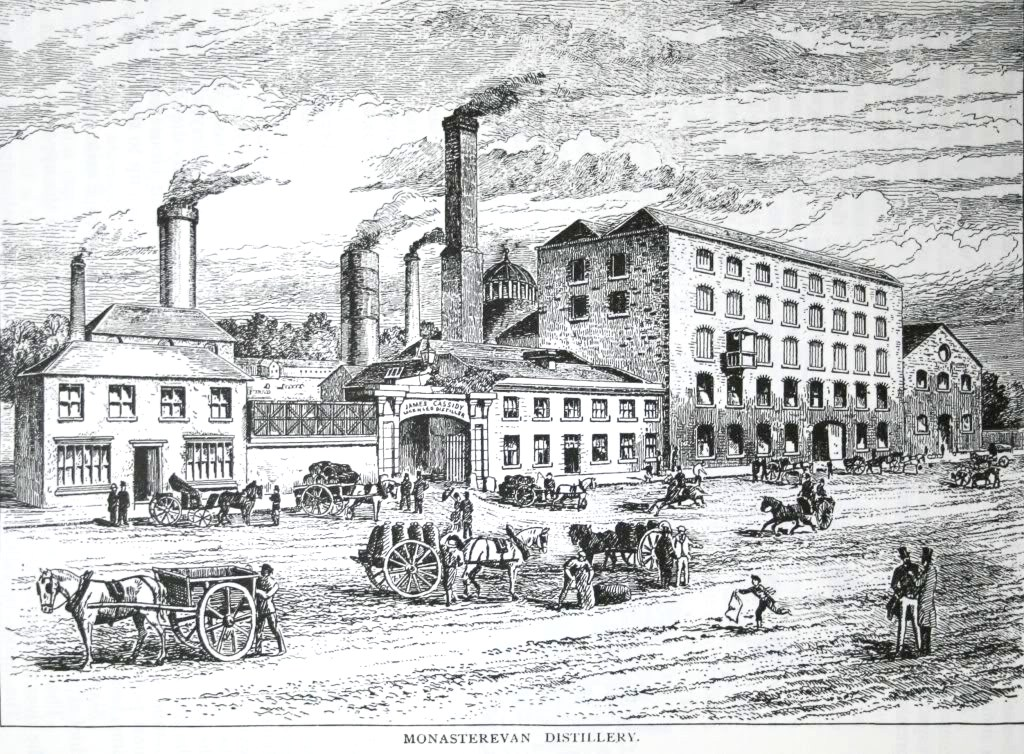
Zeichnung der Monasterevan-Brennerei in Monasterevin

Beginnend bei der Bow-Street-Brennerei, in der die Marke Jameson produziert wurde, beschreibt Barnard zunächst die sechs Betriebe in Dublin. Er folgte dann der Bahnstrecke über die Monasterevan- und Tullamore-Brennereien in westlicher Richtung bis nach Galway. Anschließend fährt er über Limerick nach Cork, wo zu dieser Zeit drei Destillerien in Betrieb waren. Nach dem Besuch einzelner Betriebe in Bandon, Birr und Wexford im Süden Irlands fuhr Barnard über Dublin in den Nordteil der Insel, um die letzten elf Brennereien zu beschreiben. Dort besuchte er mit der Avoniel-Brennerei in Belfast auch den einzigen Betrieb, zu dem ihm der Zutritt verwehrt wurde. Die Reise durch Irland ist wohl infolge der seltener verkehrende Züge durch längere Aufenthalte an den jeweiligen Orten geprägt, was sich in detaillierteren Beschreibungen der Umgebung und historischer Begebenheiten ausdrückt als es in Schottland der Fall ist. Neben der Erläuterung landschaftlicher Besonderheiten und der Mentalität der Iren dominieren hierbei Berichte über den Bürgerkrieg zur Unabhängigkeit Irlands sowie über irische Sakralbauten.

#### Englische Brennereien
Zuletzt beschreibt Barnard die vier englischen Brennereien dieser Zeit. Er beginnt in Liverpool mit den Vauxhall- und Bank-Hall-Brennereien. Anschließend führt ihn seine Reise zur Bristol-Destillerie in Bristol und schließlich zu Lea Valley in London.

### The Noted Breweries of Great Britain and Ireland

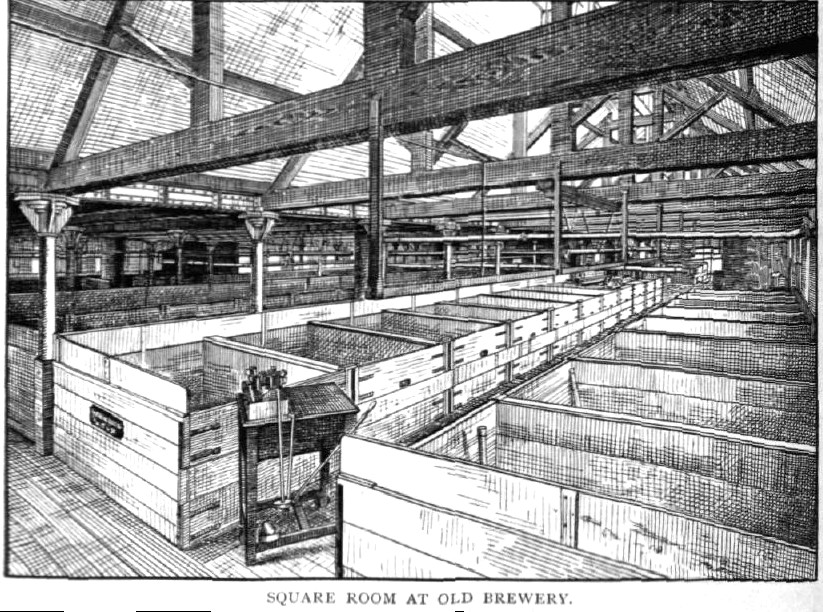
Anlagen in der Bass-Brauerei in Burton-upon-Trent

Zwischen 1889 und 1891 folgte Barnards vierbändige Abhandlung The Noted Breweries of Great Britain and Ireland über die britischen und irischen Brauereien. Die vier Bände umfassen insgesamt rund 2000 Seiten. Sie wurden zwischen 1889 und 1891 durch den Verleger Sir Joseph Causton & Sons erstmals verausgabt.

## Werke
- The Whisky Distilleries of the United Kingdom (1887)
- The Noted Breweries of Great Britain and Ireland, Band 1 (1889)
- The Noted Breweries of Great Britain and Ireland, Band 2 (1889)
- Willie Brewd a Peck o’ Maut (1889)
- The Noted Breweries of Great Britain and Ireland, Band 3 (1890)
- The Noted Breweries of Great Britain and Ireland, Band 4 (1891)
- Orchards and Gardens ancient and modern (1895)
- Dalmore (1898)
- How to Blend Scotch Whisky (um 1901)